# 怒江间吸鳅
怒江间吸鳅（学名：Hemimyzon nujiangensis）为辐鳍鱼纲鲤形目平鳍鳅科间吸鳅属的鱼类。在中国，分布于怒江水系等，多生活于山涧浅水河溪。该物种的模式产地在六库。

## 扩展阅读
維基物種上的相關：怒江间吸鳅